# Ейс Дарлінґ
Ейс Дарлінґ (англ. Ace Darling, нар. 27 червня 1974, Вайлдвуд, США) — колишній американський реслер. Змагався на багатьох аренах в таких містах як: Пенсільванія, Нью-Джерсі та Делвер. Найбільш відомий своїми виступами на аренах East Coast Wrestling Association, Jersey All Pro Wrestling та Extreme Championship Wrestling.

## Реслінґ
- Фінішери
  - Ace in the Hole (Tornado DDT)
  - Bridging German suplex
  - Signature moves
  - Frankensteiner
  - Northern Lights suplex
- Менеджери
  - ІС Істон
- Тренувалися під його керівництвом
  - Аден Чамберс
  - Майк Квокенбуш